# Atrophaneura antiphus
Pachliopta antiphus là một loài bướm ngày thuộc họ Bướm phượng, được tìm thấy ở Sumatra, Borneo, và Philippines. 
Ấu trùng ăn Aristolochia.

## Phân loài
Loài này có các phân loài sau:
- Atrophaneura antiphus antiphus
- Atrophaneura antiphus acuta (Druce, 1873) (Philippines: Jolo, Mapun, Tawitawi, Sanga Sanga, Sibutu, Basilan)
- Atrophaneura antiphus brevicauda (Staudinger, 1889) (Philippines: Busuanga, Cuyo, Dumaran, Palawan)
- Atrophaneura antiphus elioti (Page & Treadaway, 1995) (Philippines: Siasi)

## Hình ảnh

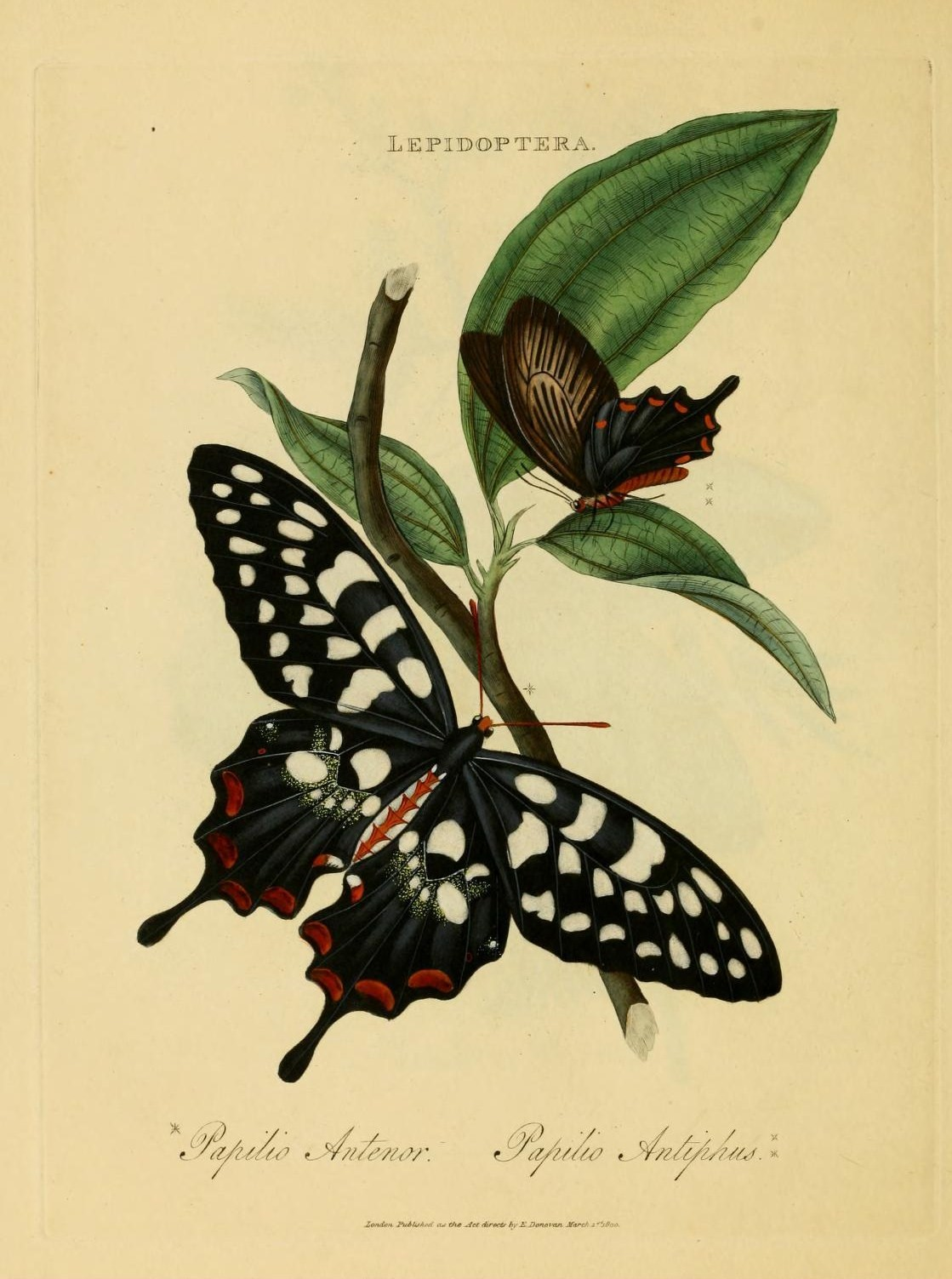